# بال‌های شیشه‌ای
بال‌های شیشه‌ای (سوئدی: Vingar av glas) یک فیلم درام به کارگردانی رضا باقر است که در سال ۲۰۰۰ منتشر شد.

## بازیگران
- سارا سومرفلد
- الکساندر اسکاشگورد
- سعید اویسی
- رافائل ادهولم
- مینا آذریان
- یوزفین بورنه‌بوش
- امینه الفکیر برگمان